# Молибденит
Молибдени́т (англ. Molybdenite от названия химического элемента) — мягкий свинцово-серый минерал с жирным металлическим блеском, по составу сульфид молибдена, формула: MoS2. Частично устаревшие синонимы: молибденовый блеск, молибденовый колчедан.

## Свойства
Гибок, но не эластичен. Генетически связан с гранитами, кварцевыми жилами, грейзенами, иногда с пегматитами. Кристаллы таблитчатые, но чаще встречается в виде агрегатов чешуйчатой или листоватой формы, вкраплений в кварце. В результате гидротермальных процессов осаждается из глубинных горячих вод.

## Месторождения
Встречается в США (Колорадо, Невада), Канаде, Чили, России (Полярный Урал, Северный Кавказ, Алтай, Забайкалье, Хибины), Украине (Донбасс, Волынь), Норвегии, Германии, Чехии, Казахстане (Талгар).

## Применение
Наиболее важное сырьё для производства молибдена, получаемого в результате обогащения флотацией. Также из него получают рений, селен. Молибденит — полупроводник, применявшийся в радиотехнике для изготовления детекторов. Подобно графиту используется как компонент смазок, особенно для пар трения, работающих в вакууме. Ещё в древности молибденовый блеск иногда использовали для письма вместо грифеля (черта, оставляемая молибденитом отличается от графитовой зеленоватым оттенком при растирании).
В 1920-е годы во времена массовой моды на радиолюбительство и увлечения детекторными радиоприёмниками, молибденит нашёл ещё одно применение. При помощи молибденового блеска определяли и более точно устанавливали лучшую слышимость, пробуя в разных местах контакт между тонким стальным щупом (контактной пружиной) и кристаллом молибденита.